# Emoții (film)
Emoții este un film românesc din 1971 regizat de Mirel Ilieșiu.